# Pisang Candi
Pisang Candi is een bestuurslaag in het regentschap Malang van de provincie Oost-Java, Indonesië. Pisang Candi telt 15.451 inwoners (volkstelling 2010).